# أوليغ سيدوروف
أوليغ سيدوروف (مواليد 15 سبتمبر 1983) هو سبّاح أوزبكستاني، مثّل بلاده في الألعاب الأولمبية الصيفية 2004.

## روابط خارجية
أوليغ سيدوروف على موقع الاتحاد الدولي للسباحة (الإنجليزية)
- أوليغ سيدوروف على موقع أوليمبيديا (الإنجليزية)